# Bộ Tổng Tư lệnh Quân đội nhân dân Việt Nam
Bộ Tổng Tư lệnh Quân đội nhân dân Việt Nam là cơ quan chỉ huy cao nhất của lực lượng vũ trang của nước Việt Nam Dân chủ Cộng hòa, tồn tại từ năm 1946 đến năm 1976.
Bộ Tổng Tư lệnh Quân đội tồn tại song song với Bộ Quốc phòng. Trong một số thời gian 2 Bộ này được hợp thành một:
- Tháng 11 năm 1946 đến tháng 7 năm 1947: Bộ Quốc phòng và Quân sự Ủy viên Hội hợp nhất thành Bộ Quốc phòng-Tổng chỉ huy, sau tách ra;
- Tháng 10 năm 1948 đến tháng 3 năm 1949: Bộ Quốc phòng và Bộ Tổng Chỉ huy Quân đội Quốc gia và dân quân Việt Nam hợp nhất thành Bộ Quốc phòng-Tổng chỉ huy lần nữa;
- Tháng 3 năm 1949 đến năm 1976: đổi tên thành Bộ Quốc phòng-Tổng tư lệnh, từ năm 1976 Bộ Tổng tư lệnh đã chấm dứt hoạt động, chỉ còn Bộ Quốc phòng.

## Tổ chức tiền thân
Ngày 2 tháng 3 năm 1946, Ủy ban Kháng chiến toàn quốc, còn gọi là Toàn quốc Kháng chiến Ủy viên Hội ra đời. Chủ tịch: Võ Nguyên Giáp, Phó Chủ tịch: Vũ Hồng Khanh.
Ngày 6 tháng 5 năm 1946, đổi tên thành Quân sự Ủy viên Hội theo Sắc lệnh 60-SL của Chủ tịch nước Hồ Chí Minh, gọi tắt là Quân ủy hội. Quân sự Ủy viên Hội gồm có: Cục Tổng vụ, Cục Tham mưu, Cục Chính trị, Cục Tổng Chỉ huy Quân tiếp phòng (có nhiệm vụ tiếp quản thay thế quân Tưởng Giới Thạch rút đi), Ủy ban Liên lạc và Kiểm soát quân sự Việt - Pháp.
Từ ngày 28 tháng 10 đến 9 tháng 11 năm 1946, Quốc hội khóa I, kỳ họp thứ 2 đã quyết định sáp nhập Bộ Quốc phòng với Quân sự Ủy viên Hội thành Bộ Quốc phòng - Tổng Chỉ huy, do Võ Nguyên Giáp làm Bộ trưởng Bộ Quốc phòng kiêm Tổng Chỉ huy Quân đội toàn quốc (theo Sắc lệnh 230-SL ngày 30 tháng 11 năm 1946 của Chủ tịch Hồ Chí Minh).

## Lịch sử
Như vậy Bộ Tổng Chỉ huy Quân đội Quốc gia Việt Nam đã ra đời tháng 11 năm 1946.
Đến tháng 3 năm 1947, đổi tên thành Bộ Tổng Chỉ huy Quân đội Quốc gia và dân quân tự vệ. Theo Sắc lệnh 47-SL của Chủ tịch nước, Bộ Tổng Chỉ huy gồm có Bộ Tổng Tham mưu (thành lập ngày 7 tháng 9 năm 1945), Cục Chính trị (thành lập tháng 9 năm 1945), Cục Tình báo (thành lập ngày 20 tháng 3 năm 1947), Văn phòng, Cục Quân huấn (thành lập ngày 25 tháng 3 năm 1946), Cục Thanh tra, Cục Dân quân (thành lập tháng 1 năm 1948, từ Phòng Dân quân thành lập ngày 12 tháng 2 năm 1947).
Đến tháng 4 năm 1948, Bộ Tổng Chỉ huy Quân đội Quốc gia và dân quân tự vệ đổi tên thành Bộ Tổng Chỉ huy Quân đội Quốc gia và dân quân Việt Nam (Sắc lệnh 165-SL ngày 14 tháng 4 năm 1948).
Theo Sắc lệnh 14-SL ngày 12 tháng 3 năm 1949, Bộ Tổng Chỉ huy Quân đội Quốc gia và dân quân Việt Nam đổi tên thành Bộ Tổng Tư lệnh Quân đội Quốc gia và dân quân Việt Nam. Đến tháng 7 năm 1950, Bộ Tổng Tư lệnh bao gồm Bộ Tổng Tham mưu, Tổng cục Chính trị, Tổng cục Cung cấp, Đoàn Thanh tra và Văn phòng (Sắc lệnh 121-SL ngày 11 tháng 7 năm 1950).
Đến tháng 9 năm 1954, Bộ Tổng Tư lệnh Quân đội Quốc gia và dân quân Việt Nam đổi tên thành Bộ Tổng Tư lệnh Quân đội nhân dân Việt Nam. Đến năm 1976, Bộ Tổng Tư lệnh Quân đội nhân dân Việt Nam chấm dứt hoạt động. Hiện nay Bộ Quốc phòng đảm nhận trách nhiệm quản lý và điều động Quân đội Nhân dân Việt Nam và Dân quân Tự vệ Việt Nam.
Trong suốt thời gian này, Đại tướng Võ Nguyên Giáp liên tục và duy nhất đứng đầu Bộ Tổng Tư lệnh, ban đầu được gọi là Tổng Chỉ huy, từ năm 1949 là Tổng tư lệnh. Chức này tương đương hàm bộ trưởng.